# Sphecomyia vittata
Sphecomyia vittata är en tvåvingeart som först beskrevs av Christian Rudolph Wilhelm Wiedemann 1830.  Sphecomyia vittata ingår i släktet tajgablomflugor, och familjen blomflugor. Inga underarter finns listade i Catalogue of Life.